# Чумлячка
Чумлячка — река в России, протекает в Щучанском районе Курганской области. Левый приток реки Миасс

## География
Река Чумлячка берёт начало в урочище Сергины Поля. Течёт на юго-восток. Устье реки находится у села Чумляк в 202 км по левому берегу реки Миасс. Длина реки составляет 20 км.

## Состав воды
Вода реки характеризуется как гидрокарбонатно-сульфатно-кальциевая с величиной минерализации от 200 до 840 мг/л.

## Данные водного реестра
По данным государственного водного реестра России относится к Иртышскому бассейновому округу, водохозяйственный участок реки — Миасс от города Челябинск и до устья, речной подбассейн реки — Тобол. Речной бассейн реки — Иртыш.
Код объекта в государственном водном реестре — 14010501012111200003737.